# Seznam dílů seriálu Ordinace v růžové zahradě
Toto je seznam dílů seriálu Ordinace v růžové zahradě. Český televizní seriál z chirurgického a gynekologického prostředí Ordinace v růžové zahradě 2 vysílá TV Nova od roku 2005, zpočátku pod názvem Ordinace v růžové zahradě, od roku 2008 jako Ordinace v růžové zahradě 2.

## Přehled řad
| Řada                                         | Díly                      | Premiéra                  | Premiéra                  |
| Řada                                         | Díly                      | První díl                 | Poslední díl              |
| Ordinace v růžové zahradě                    | Ordinace v růžové zahradě | Ordinace v růžové zahradě | Ordinace v růžové zahradě |
| -------------------------------------------- | ------------------------- | ------------------------- | ------------------------- |
| 1                                            | 86                        | 6. září 2005              | 29. června 2006           |
| 2                                            | 72                        | 24. srpna 2006            | 27. června 2007           |
| 3                                            | 37                        | 28. srpna 2007            | 10. ledna 2008            |
| Ordinace v růžové zahradě 2 (TV Nova)        |                           |                           |                           |
| 3                                            | 44                        | 15. ledna 2008            | 12. června 2008           |
| 4                                            | 79                        | 2. září 2008              | 25. června 2009           |
| 5                                            | 81                        | 25. srpna 2009            | 24. června 2010           |
| 6                                            | 72                        | 24. srpna 2010            | 16. června 2011           |
| 7                                            | 74                        | 30. srpna 2011            | 21. června 2012           |
| 8                                            | 76                        | 28. srpna 2012            | 20. června 2013           |
| 9                                            | 80                        | 27. srpna 2013            | 19. června 2014           |
| 10                                           | 80                        | 26. srpna 2014            | 18. června 2015           |
| 11                                           | 80                        | 25. srpna 2015            | 16. června 2016           |
| 12                                           | 80                        | 30. srpna 2016            | 15. června 2017           |
| 13                                           | 80                        | 22. srpna 2017            | 14. června 2018           |
| 14                                           | 80                        | 28. srpna 2018            | 13. června 2019           |
| 15                                           | 62                        | 27. srpna 2019            | 9. dubna 2020             |
| 16                                           | 57                        | 27. srpna 2020            | 10. června 2021           |
| Ordinace v růžové zahradě 2 (Voyo a Oneplay) |                           |                           |                           |
| 17                                           | 20                        | 2. září 2021              | 27. ledna 2022            |
| 18                                           | 26                        | 3. února 2022             | 28. července 2022         |
| 19                                           | 16                        | 4. srpna 2022             | 17. listopadu 2022        |
| 20                                           | 22                        | 19. ledna 2023            | 20. června 2023           |
| 21                                           | 24                        | 26. června 2023           | 4. prosince 2023          |
| 22                                           | 22                        | 15. ledna 2024            | 10. června 2024           |
| 23                                           | 24                        | 24. června 2024           | 2. prosince 2024          |
| 24                                           | 24                        | 6. ledna 2025             | 16. června 2025           |

## Seznam dílů
- Seznam dílů seriálu Ordinace v růžové zahradě 2 (TV Nova) (2008–2021)
- Seznam dílů seriálu Ordinace v růžové zahradě 2 (Voyo a Oneplay) (od 2021)

### První řada (2005–2006)
| Č. v seriálu | Č. v řadě | Název                         | Režie            | Scénář                            | Datum premiéry     | Sledovanost (v mil. diváků) |
| ------------ | --------- | ----------------------------- | ---------------- | --------------------------------- | ------------------ | --------------------------- |
| 1            | 1         | Tu hezčí, prosím              | Ján Sebechlebský | Lucie Konečná                     | 6. září 2005       | 1,450                       |
| 2            | 2         | Zamilovaní nemají hlad        | Ján Sebechlebský | Lucie Konečná                     | 8. září 2005       |                             |
| 3            | 3         | Obejmi mě, prosím             | Ján Sebechlebský | Lucie Konečná                     | 13. září 2005      |                             |
| 4            | 4         | Je do mě blázen               | Ján Sebechlebský | Lucie Konečná                     | 15. září 2005      |                             |
| 5            | 5         | Doktor má být ženatý          | Ján Sebechlebský | Lucie Konečná                     | 20. září 2005      |                             |
| 6            | 6         | Nejsem tady šťastná           | Ján Sebechlebský | Lucie Konečná                     | 22. září 2005      |                             |
| 7            | 7         | Zakázaná láska                | Ján Sebechlebský | Lucie Konečná                     | 27. září 2005      | 1,626                       |
| 8            | 8         | Neřeš a žij!                  | Ján Sebechlebský | Lucie Konečná                     | 29. září 2005      |                             |
| 9            | 9         | Jednou je dost                | Ján Sebechlebský | Lucie Konečná                     | 4. října 2005      |                             |
| 10           | 10        | Potřebuji vás                 | Ján Sebechlebský | Lucie Konečná                     | 6. října 2005      |                             |
| 11           | 11        | Nechci vás ztratit            | Ján Sebechlebský | Šárka Kosková                     | 11. října 2005     | 1,677                       |
| 12           | 12        | Manželství je kompromis       | Ján Sebechlebský | Lucie Konečná                     | 13. října 2005     | 1,728                       |
| 13           | 13        | Všechno je pryč               | Ján Sebechlebský | Lucie Konečná                     | 18. října 2005     |                             |
| 14           | 14        | Jsem na to sám                | Ján Sebechlebský | Lucie Konečná                     | 20. října 2005     | 1,724                       |
| 15           | 15        | Miluji tě, Kamilo             | Ján Sebechlebský | Lucie Konečná                     | 25. října 2005     |                             |
| 16           | 16        | Dej mi čas                    | Ján Sebechlebský | Evita Naušová                     | 27. října 2005     |                             |
| 17           | 17        | Pořádně si zakřičte           | Ján Sebechlebský | Lucie Konečná                     | 1. listopadu 2005  | 1,792                       |
| 18           | 18        | Mám o tebe strach             | Ján Sebechlebský | Šárka Kosková                     | 3. listopadu 2005  |                             |
| 19           | 19        | Krásné ženy mají krásný život | Ján Sebechlebský | Lucie Konečná                     | 8. listopadu 2005  |                             |
| 20           | 20        | U mě jsi doma                 | Ján Sebechlebský | Evita Naušová                     | 10. listopadu 2005 | 1,73                        |
| 21           | 21        | Chlap k nakousnutí            | Ján Sebechlebský | Lucie Konečná                     | 15. listopadu 2005 | 1,816                       |
| 22           | 22        | Víš, že máš mě                | Ján Sebechlebský | Iva Pekárková                     | 17. listopadu 2005 |                             |
| 23           | 23        | Nemusíme tu být               | Ján Sebechlebský | Irena Obermannová                 | 22. listopadu 2005 |                             |
| 24           | 24        | Nech nás žít                  | Ján Sebechlebský | Lucie Konečná                     | 24. listopadu 2005 |                             |
| 25           | 25        | Život není jen sex            | Ján Sebechlebský | Lucie Konečná                     | 29. listopadu 2005 | 1,948                       |
| 26           | 26        | Nejsem hračka                 | Ján Sebechlebský | Lucie Konečná                     | 1. prosince 2005   |                             |
| 27           | 27        | Budu tě jistit                | Ján Sebechlebský | Evita Naušová                     | 6. prosince 2005   |                             |
| 28           | 28        | Vrať se ke mně                | Ján Sebechlebský | Evita Naušová                     | 8. prosince 2005   |                             |
| 29           | 29        | Modré z nebe                  | Ján Sebechlebský | Irena Obermannová                 | 13. prosince 2005  |                             |
| 30           | 30        | Nikdy se nerozvedeš           | Ján Sebechlebský | Lucie Konečná                     | 15. prosince 2005  |                             |
| 31           | 31        | Sejdeme se na sále            | Ján Sebechlebský | Lucie Konečná                     | 20. prosince 2005  |                             |
| 32           | 32        | Láska je závislost            | Ján Sebechlebský | Lucie Konečná                     | 22. prosince 2005  | 1,997                       |
| 33           | 33        | Vstupenka do ráje             | Ján Sebechlebský | Lucie Konečná                     | 27. prosince 2005  |                             |
| 34           | 34        | Nech mě žít                   | Ján Sebechlebský | Evita Naušová                     | 29. prosince 2005  | 2,016                       |
| 35           | 35        | Co je s Kamilou?              | Ján Sebechlebský | Evita Naušová                     | 3. ledna 2006      | 2,247                       |
| 36           | 36        | Štěstí má dlouhé nohy         | Ján Sebechlebský | Irena Obermannová                 | 5. ledna 2006      | 2,204                       |
| 37           | 37        | Kurzy líbání                  | Ján Sebechlebský | Lucie Konečná a Lucie Stropnická  | 10. ledna 2006     |                             |
| 38           | 38        | Gentleman ví, kdy přestat     | Ján Sebechlebský | Lucie Konečná                     | 12. ledna 2006     |                             |
| 39           | 39        | Talent na život               | Ján Sebechlebský | Lucie Konečná a Evita Naušová     | 17. ledna 2006     |                             |
| 40           | 40        | Nechceš mi něco říct?         | Ján Sebechlebský | Lucie Konečná a Irena Obermannová | 19. ledna 2006     |                             |
| 41           | 41        | Jiná dimenze                  | Ján Sebechlebský | Lucie Konečná a Evita Naušová     | 24. ledna 2006     |                             |
| 42           | 42        | Holčičí tajemství             | Ján Sebechlebský | Lucie Konečná                     | 26. ledna 2006     |                             |
| 43           | 43        | Cirkus na kolečkách           | Ján Sebechlebský | Lucie Konečná a Lucie Stropnická  | 31. ledna 2006     | 2,249                       |
| 44           | 44        | Já chci domů                  | Ján Sebechlebský | Lucie Konečná a Evita Naušová     | 2. února 2006      | 2,298                       |
| 45           | 45        | Vymodlené dítě                | Ján Sebechlebský | Lucie Konečná a Irena Obermannová | 7. února 2006      |                             |
| 46           | 46        | Klidně si sáhněte             | Ján Sebechlebský | Lucie Konečná a Lucie Stropnická  | 9. února 2006      |                             |
| 47           | 47        | Nemám domov                   | Ján Sebechlebský | Lucie Konečná a Evita Naušová     | 14. února 2006     |                             |
| 48           | 48        | Manželky se nevyhazují        | Ján Sebechlebský | Lucie Konečná                     | 16. února 2006     |                             |
| 49           | 49        | Muže si musíme hýčkat         | Ján Sebechlebský | Lucie Konečná                     | 21. února 2006     | 1,974                       |
| 50           | 50        | Potřebuji doktora!            | Ján Sebechlebský | Lucie Konečná a Lucie Stropnická  | 23. února 2006     |                             |
| 51           | 51        | Za vším hledej chlapa         | Ján Sebechlebský | Lucie Konečná a Irena Obermannová | 28. února 2006     | 2,063                       |
| 52           | 52        | Žena nebo židle?              | Ján Sebechlebský | Lucie Konečná                     | 2. března 2006     | 2,142                       |
| 53           | 53        | Vztah je dřina                | Ján Sebechlebský | Lucie Konečná a Evita Naušová     | 7. března 2006     | 2,120                       |
| 54           | 54        | Chodíte mi za ženou           | Ján Sebechlebský | Lucie Konečná a Lucie Stropnická  | 9. března 2006     | 2,163                       |
| 55           | 55        | Zázraky se nedějí             | Ján Sebechlebský | Lucie Konečná                     | 14. března 2006    | 2,124                       |
| 56           | 56        | Neutečeš mi?                  | Ján Sebechlebský | Lucie Konečná                     | 16. března 2006    | 2,199                       |
| 57           | 57        | Léčba Gottem                  | Ján Sebechlebský | Lucie Konečná a Evita Naušová     | 21. března 2006    | 2,11                        |
| 58           | 58        | Bacha na pohádky!             | Ján Sebechlebský | Lucie Konečná a Lucie Stropnická  | 23. března 2006    | 2,08                        |
| 59           | 59        | Milování omylem               | Ján Sebechlebský | Lucie Konečná                     | 28. března 2006    |                             |
| 60           | 60        | Úlet není nevěra?             | Ján Sebechlebský | Lucie Konečná                     | 30. března 2006    |                             |
| 61           | 61        | Antikoncepční blues           | Ján Sebechlebský | Lucie Konečná a Irena Obermannová | 4. dubna 2006      | 2,01                        |
| 62           | 62        | Miluješ ho?                   | Ján Sebechlebský | Lucie Konečná a Lucie Stropnická  | 6. dubna 2006      | 2,18                        |
| 63           | 63        | Smutné konce velkých lásek    | Ján Sebechlebský | Lucie Konečná                     | 11. dubna 2006     | 2,14                        |
| 64           | 64        | Musím ho zradit               | Ján Sebechlebský | Lucie Konečná a Evita Naušová     | 13. dubna 2006     | 2,097                       |
| 65           | 65        | Terapie šokem                 | Ján Sebechlebský | Lucie Konečná a Lucie Stropnická  | 18. dubna 2006     | 2,15                        |
| 66           | 66        | Skupinový sex                 | Ján Sebechlebský | Lucie Konečná a Vladimír Fanta    | 20. dubna 2006     | 2,155                       |
| 67           | 67        | Jde jen o sex                 | Ján Sebechlebský | Lucie Konečná a Evita Naušová     | 25. dubna 2006     | 2,04                        |
| 68           | 68        | Nechte mě snít                | Ján Sebechlebský | Lucie Konečná                     | 27. dubna 2006     | 2,13                        |
| 69           | 69        | Nechci být potmě sám          | Ján Sebechlebský | Lucie Konečná a Irena Obermannová | 2. května 2006     |                             |
| 70           | 70        | Chci, abys mě chtěl           | Ján Sebechlebský | Lucie Konečná a Lucie Stropnická  | 4. května 2006     | 2,176                       |
| 71           | 71        | Nečekám gratulaci             | Ján Sebechlebský | Lucie Konečná a Evita Naušová     | 9. května 2006     |                             |
| 72           | 72        | Pleteš mi hlavu               | Ján Sebechlebský | Lucie Konečná                     | 11. května 2006    | 2,213                       |
| 73           | 73        | Už nepláču                    | Moris Issa       | Lucie Konečná a Evita Naušová     | 16. května 2006    |                             |
| 74           | 74        | Láska na druhý pohled         | Moris Issa       | Lucie Konečná a Lucie Stropnická  | 18. května 2006    |                             |
| 75           | 75        | To bude tanec!                | Moris Issa       | Lucie Konečná a Irena Obermannová | 23. května 2006    |                             |
| 76           | 76        | Motýli už spí                 | Moris Issa       | Lucie Konečná                     | 25. května 2006    |                             |
| 77           | 77        | Děti nade vše                 | Ján Sebechlebský | Lucie Konečná a Evita Naušová     | 30. května 2006    |                             |
| 78           | 78        | Chci s tebou žít              | Ján Sebechlebský | Lucie Konečná a Lucie Stropnická  | 1. června 2006     |                             |
| 79           | 79        | Fobie z manžela               | Ján Sebechlebský | Lucie Konečná a Evita Naušová     | 6. června 2006     |                             |
| 80           | 80        | Pošťácká pusa                 | Ján Sebechlebský | Lucie Konečná                     | 8. června 2006     |                             |
| 81           | 81        | Naděje pro Marcelu            | Ján Sebechlebský | Lucie Konečná a Irena Obermannová | 13. června 2006    |                             |
| 82           | 82        | Ohňostroj bude                | Ján Sebechlebský | Lucie Konečná a Lucie Stropnická  | 15. června 2006    |                             |
| 83           | 83        | Až po svatbě!                 | Ján Sebechlebský | Lucie Konečná a Evita Naušová     | 20. června 2006    |                             |
| 84           | 84        | Kočky uklidňují               | Ján Sebechlebský | Lucie Konečná a Lucie Stropnická  | 22. června 2006    |                             |
| 85           | 85        | Nekonečná vášeň               | Ján Sebechlebský | Lucie Konečná                     | 27. června 2006    |                             |
| 86           | 86        | Šťastné konce                 | Ján Sebechlebský | Lucie Konečná                     | 29. června 2006    |                             |

### Druhá řada (2006–2007)
| Č. v seriálu | Č. v řadě | Název                         | Režie            | Scénář                            | Datum premiéry     | Sledovanost (v mil. diváků) |
| ------------ | --------- | ----------------------------- | ---------------- | --------------------------------- | ------------------ | --------------------------- |
| 87           | 1         | Jsem naživu                   | Ján Sebechlebský | Lucie Konečná a Evita Naušová     | 29. srpna 2006     |                             |
| 88           | 2         | Jsi moje tečka                | Ján Sebechlebský | Lucie Konečná a Lucie Stropnická  | 31. srpna 2006     |                             |
| 89           | 3         | Jen přes mou mrtvolu!         | Ján Sebechlebský | Lucie Konečná a Irena Obermannová | 5. září 2006       | 2,124                       |
| 90           | 4         | Koktejl naděje                | Ján Sebechlebský | Lucie Konečná a Evita Naušová     | 7. září 2006       |                             |
| 91           | 5         | Hledá se sestra               | Ján Sebechlebský | Lucie Konečná a Lucie Stropnická  | 12. září 2006      |                             |
| 92           | 6         | Život je byznys               | Ján Sebechlebský | Lucie Konečná                     | 14. září 2006      |                             |
| 93           | 7         | Milosrdné lži                 | Ján Sebechlebský | Lucie Konečná                     | 19. září 2006      |                             |
| 94           | 8         | Krotitelka hadů               | Ján Sebechlebský | Lucie Konečná a Lucie Stropnická  | 21. září 2006      |                             |
| 95           | 9         | Nejsem kudlanka!              | Ján Sebechlebský | Lucie Konečná a Evita Naušová     | 26. září 2006      |                             |
| 96           | 10        | Dvacet minut lásky            | Ján Sebechlebský | Lucie Konečná                     | 3. října 2006      |                             |
| 97           | 11        | Skvěle líbám i žehlím         | Ján Sebechlebský | Lucie Konečná                     | 5. října 2006      |                             |
| 98           | 12        | Stěhovaví ptáci               | Ján Sebechlebský | Lucie Konečná a Evita Naušová     | 10. října 2006     |                             |
| 99           | 13        | Živá voda                     | Ján Sebechlebský | Lucie Konečná a Lucie Stropnická  | 12. října 2006     |                             |
| 100          | 14        | Letíme!                       | Ján Sebechlebský | Lucie Konečná a Irena Obermannová | 17. října 2006     |                             |
| 101          | 15        | Manželství není sranda        | Ján Sebechlebský | Lucie Konečná                     | 19. října 2006     |                             |
| 102          | 16        | Kdy končí vášeň?              | Ján Sebechlebský | Lucie Konečná                     | 24. října 2006     |                             |
| 103          | 17        | Zatloukání                    | Ján Sebechlebský | Lucie Konečná a Evita Naušová     | 26. října 2006     |                             |
| 104          | 18        | Přetahovaná                   | Ján Sebechlebský | Lucie Konečná                     | 31. října 2006     |                             |
| 105          | 19        | Den blbec                     | Ján Sebechlebský | Lucie Konečná a Lucie Stropnická  | 2. listopadu 2006  |                             |
| 106          | 20        | Konkurs na upírku             | Ján Sebechlebský | Lucie Konečná a Irena Obermannová | 7. listopadu 2006  |                             |
| 107          | 21        | Oddechový čas                 | Ján Sebechlebský | Lucie Konečná a Lucie Stropnická  | 9. listopadu 2006  |                             |
| 108          | 22        | Už vám nevěřím                | Ján Sebechlebský | Lucie Konečná a Evita Naušová     | 14. listopadu 2006 |                             |
| 109          | 23        | Pravidelná dávka nemocí       | Ján Sebechlebský | Lucie Konečná                     | 16. listopadu 2006 |                             |
| 110          | 24        | Instantní sex                 | Ján Sebechlebský | Lucie Konečná                     | 21. listopadu 2006 |                             |
| 111          | 25        | Milenky jako první            | Ján Sebechlebský | Lucie Konečná a Evita Naušová     | 23. listopadu 2006 |                             |
| 112          | 26        | Štrúdl na rozloučenou         | Ján Sebechlebský | Lucie Konečná a Lucie Stropnická  | 28. listopadu 2006 |                             |
| 113          | 27        | Sedmé nebe                    | Ján Sebechlebský | Lucie Konečná                     | 30. listopadu 2006 |                             |
| 114          | 28        | Dnes neordinujeme!            | Ján Sebechlebský | Lucie Konečná a Irena Obermannová | 5. prosince 2006   |                             |
| 115          | 29        | Budu čekat                    | Ján Sebechlebský | Lucie Konečná a Evita Naušová     | 7. prosince 2006   |                             |
| 116          | 30        | S. O. S.                      | Ján Sebechlebský | Lucie Konečná                     | 12. prosince 2006  |                             |
| 117          | 31        | Ve dvou                       | Ján Sebechlebský | Lucie Konečná a Lucie Stropnická  | 14. prosince 2006  |                             |
| 118          | 32        | Texasky z Texasu              | Ján Sebechlebský | Lucie Konečná                     | 19. prosince 2006  |                             |
| 119          | 33        | Zítra bude peklo              | Ján Sebechlebský | Lucie Konečná                     | 21. prosince 2006  |                             |
| 120          | 34        | Ordinace v zoologické zahradě | Ján Sebechlebský | Lucie Konečná                     | 26. prosince 2006  | 2,323                       |
| 121          | 35        | Chci dítě!                    | Ján Sebechlebský | Lucie Konečná                     | 20. února 2007     |                             |
| 122          | 36        | Alergie na manžela            | Ján Sebechlebský | Lucie Konečná                     | 22. února 2007     |                             |
| 123          | 37        | Nezhasínej!                   | Ján Sebechlebský | Lucie Konečná a Lucie Stropnická  | 27. února 2007     |                             |
| 124          | 38        | Hvězdy jsou vysoko            | Ján Sebechlebský | Lucie Konečná                     | 1. března 2007     |                             |
| 125          | 39        | Divočina                      | Ján Sebechlebský | Lucie Konečná a Evita Naušová     | 6. března 2007     |                             |
| 126          | 40        | Zdá se mi o tobě              | Ján Sebechlebský | Lucie Konečná                     | 8. března 2007     |                             |
| 127          | 41        | Nic si neužiju!               | Ján Sebechlebský | Lucie Konečná                     | 13. března 2007    |                             |
| 128          | 42        | Líbáním to začíná             | Ján Sebechlebský | Lucie Konečná                     | 15. března 2007    |                             |
| 129          | 43        | Vím, co chci                  | Ján Sebechlebský | Lucie Konečná a Irena Obermannová | 20. března 2007    |                             |
| 130          | 44        | Zůstáváme na ocet             | Ján Sebechlebský | Lucie Konečná                     | 22. března 2007    |                             |
| 131          | 45        | Bouřky                        | Ján Sebechlebský | Lucie Konečná                     | 27. března 2007    |                             |
| 132          | 46        | Manželky a milenky            | Ján Sebechlebský | Lucie Konečná                     | 29. března 2007    |                             |
| 133          | 47        | Šuškanda                      | Ján Sebechlebský | Lucie Konečná a Lucie Stropnická  | 3. dubna 2007      |                             |
| 134          | 48        | Kdykoli cokoli                | Ján Sebechlebský | Lucie Konečná                     | 5. dubna 2007      |                             |
| 135          | 49        | Životabudič                   | Ján Sebechlebský | Lucie Konečná                     | 10. dubna 2007     |                             |
| 136          | 50        | Porod není divadlo            | Ján Sebechlebský | Lucie Konečná                     | 12. dubna 2007     |                             |
| 137          | 51        | Nelíbat!                      | Ján Sebechlebský | Lucie Konečná a Evita Naušová     | 17. dubna 2007     |                             |
| 138          | 52        | Vabank                        | Ján Sebechlebský | Lucie Konečná                     | 19. dubna 2007     |                             |
| 139          | 53        | Jde o život                   | Ján Sebechlebský | Lucie Konečná                     | 24. dubna 2007     |                             |
| 140          | 54        | Smuteční piknik               | Ján Sebechlebský | Lucie Konečná                     | 26. dubna 2007     |                             |
| 141          | 55        | Neuleť mi                     | Ján Sebechlebský | Lucie Konečná a Lucie Stropnická  | 1. května 2007     |                             |
| 142          | 56        | Ředitelské tango              | Ján Sebechlebský | Lucie Konečná                     | 3. května 2007     |                             |
| 143          | 57        | Ta druhá                      | Ján Sebechlebský | Lucie Konečná                     | 8. května 2007     |                             |
| 144          | 58        | Na dně                        | Ján Sebechlebský | Lucie Konečná                     | 10. května 2007    |                             |
| 145          | 59        | Sladká tečka                  | Ján Sebechlebský | Lucie Konečná a Evita Naušová     | 15. května 2007    |                             |
| 146          | 60        | Bouchne to!                   | Ján Sebechlebský | Lucie Konečná                     | 17. května 2007    |                             |
| 147          | 61        | Extrovka                      | Ján Sebechlebský | Lucie Konečná                     | 22. května 2007    |                             |
| 148          | 62        | Co s námi bude?               | Ján Sebechlebský | Lucie Konečná                     | 24. května 2007    |                             |
| 149          | 63        | Nemáte sestru?                | Ján Sebechlebský | Lucie Konečná a Lucie Stropnická  | 29. května 2007    |                             |
| 150          | 64        | Ve vatě                       | Ján Sebechlebský | Lucie Konečná a Evita Naušová     | 31. května 2007    |                             |
| 151          | 65        | Nejsem kukačka                | Ján Sebechlebský | Lucie Konečná a Lucie Stropnická  | 5. června 2007     |                             |
| 152          | 66        | Nic se neutají                | Ján Sebechlebský | Lucie Konečná                     | 7. června 2007     |                             |
| 153          | 67        | Chvíli mě hlaď                | Ján Sebechlebský | Lucie Konečná                     | 12. června 2007    |                             |
| 154          | 68        | Výbušnina                     | Ján Sebechlebský | Lucie Konečná a Evita Naušová     | 14. června 2007    |                             |
| 155          | 69        | Co je s tou krví?             | Ján Sebechlebský | Lucie Konečná                     | 19. června 2007    |                             |
| 156          | 70        | Léto v síti                   | Ján Sebechlebský | Lucie Konečná a Lucie Stropnická  | 21. června 2007    |                             |
| 157          | 71        | Namaluj mi pusu               | Ján Sebechlebský | Lucie Konečná                     | 26. června 2007    |                             |
| 158          | 72        | Vyplouváme!                   | Ján Sebechlebský | Lucie Konečná                     | 28. června 2007    |                             |

### Třetí řada (2007–2008)
| Č. v seriálu | Č. v řadě | Název                    | Režie              | Scénář                           | Datum premiéry     | Sledovanost (v mil. diváků) |
| ------------ | --------- | ------------------------ | ------------------ | -------------------------------- | ------------------ | --------------------------- |
| 159          | 1         | Milostné dusno           | Ján Sebechlebský   | Lucie Konečná                    | 28. srpna 2007     | 1,9                         |
| 160          | 2         | Vzhůru na Tahiti!        | Ján Sebechlebský   | Lucie Konečná                    | 30. srpna 2007     | 1,8                         |
| 161          | 3         | Manžel nechce milence    | Ján Sebechlebský   | Lucie Konečná                    | 4. září 2007       |                             |
| 162          | 4         | Potřebuješ zachránit?    | Ján Sebechlebský   | Lucie Konečná                    | 6. září 2007       |                             |
| 163          | 5         | Sen o blondýně           | Marian Kleis       | Lucie Konečná                    | 11. září 2007      |                             |
| 164          | 6         | Štěstí je dřina          | Marian Kleis       | Lucie Konečná a Lucie Stropnická | 13. září 2007      |                             |
| 165          | 7         | Krásná barmanka          | Marian Kleis       | Lucie Konečná a Evita Naušová    | 18. září 2007      |                             |
| 166          | 8         | Potřebuju antikoncepci   | Marian Kleis       | Lucie Konečná                    | 20. září 2007      |                             |
| 167          | 9         | Budeš nám mávat?         | Jaromír Polišenský | Magdaléna Turnovská              | 25. září 2007      |                             |
| 168          | 10        | Před lidmi mě nelíbej!   | Jaromír Polišenský | Lucie Konečná                    | 27. září 2007      |                             |
| 169          | 11        | Co je s tátou?           | Jaromír Polišenský | Lucie Konečná a Lucie Stropnická | 2. října 2007      |                             |
| 170          | 12        | Mázlové se nevzdávají    | Jaromír Polišenský | Magdaléna Turnovská              | 4. října 2007      |                             |
| 171          | 13        | Hurá do života!          | Ján Sebechlebský   | Lucie Konečná a Evita Naušová    | 9. října 2007      |                             |
| 172          | 14        | Chřipka Jiřina           | Ján Sebechlebský   | Lucie Konečná                    | 11. října 2007     |                             |
| 173          | 15        | Šéf je šéf               | Ján Sebechlebský   | Magdaléna Turnovská              | 16. října 2007     |                             |
| 174          | 16        | Zhasni!                  | Ján Sebechlebský   | Lucie Konečná a Lucie Stropnická | 18. října 2007     |                             |
| 175          | 17        | To bude trhák!           | Marian Kleis       | Lucie Konečná a Evita Naušová    | 23. října 2007     |                             |
| 176          | 18        | Kdo nařídí budík?        | Marian Kleis       | Lucie Konečná                    | 25. října 2007     |                             |
| 177          | 19        | Co jste řekl doma?       | Marian Kleis       | Lucie Konečná                    | 30. října 2007     |                             |
| 178          | 20        | Chci být sám             | Marian Kleis       | Lucie Konečná                    | 1. listopadu 2007  |                             |
| 179          | 21        | Chyťte kocoura!          | Jaromír Polišenský | Magdaléna Turnovská              | 6. listopadu 2007  |                             |
| 180          | 22        | Slyšíš mě?               | Jaromír Polišenský | Lucie Konečná                    | 8. listopadu 2007  |                             |
| 181          | 23        | Bude to mela!            | Jaromír Polišenský | Lucie Konečná a Lucie Stropnická | 13. listopadu 2007 |                             |
| 182          | 24        | Smích léčí               | Jaromír Polišenský | Lucie Konečná a Evita Naušová    | 15. listopadu 2007 |                             |
| 183          | 25        | Vrať se!                 | Ján Sebechlebský   | Magdaléna Turnovská              | 20. listopadu 2007 |                             |
| 184          | 26        | Blízko smrti             | Ján Sebechlebský   | Lucie Konečná                    | 22. listopadu 2007 |                             |
| 185          | 27        | Úředně tvá               | Ján Sebechlebský   | Lucie Konečná a Lucie Stropnická | 27. listopadu 2007 |                             |
| 186          | 28        | Buď já nebo on           | Ján Sebechlebský   | Lucie Konečná a Evita Naušová    | 29. listopadu 2007 |                             |
| 187          | 29        | Buď tady hodná           | Marián Kleis       | Magdaléna Turnovská              | 4. prosince 2007   |                             |
| 188          | 30        | Jako špiónka             | Marián Kleis       | Lucie Konečná                    | 6. prosince 2007   |                             |
| 189          | 31        | Mezi námi třemi          | Marián Kleis       | Lucie Konečná                    | 11. prosince 2007  |                             |
| 190          | 32        | Rozinka                  | Marián Kleis       | Magdaléna Turnovská              | 13. prosince 2007  |                             |
| 191          | 33        | Druhý pokus              | Jaromír Polišenský | Lucie Konečná a Evita Naušová    | 18. prosince 2007  |                             |
| 192          | 34        | Přijeď, čekám, miluji tě | Jaromír Polišenský | Lucie Konečná                    | 20. prosince 2007  |                             |
| 193          | 35        | Hvězdičko!               | Jaromír Polišenský | Magdaléna Turnovská              | 25. prosince 2007  |                             |
| 194          | 36        | Končím                   | Jaromír Polišenský | Lucie Konečná                    | 8. ledna 2008      |                             |
| 195          | 37        | Všechno přebolí          | Jaromír Polišenský | Lucie Konečná                    | 10. ledna 2008     |                             |